# Embarazada de Taubaté
«Embarazada de Taubaté» es el nombre con el que fue conocida Maria Verônica Aparecida César Santos (nacida en 1986 o 1987), una educadora brasileña residente en Taubaté, después que en enero de 2012 simuló estar embarazada de cuatrillizos. Su caso fue ampliamente cubierto por destacados medios de comunicación nacionales. Apareció notablemente en el programa televisión de Record TV Hoje em Dia, donde recibió pañales y una habitación amueblada para las supuestas hijas de forma gratuita.
Chris Flores, la presentadora de Hoje em Dia, se mostró escéptica sobre el embarazo y pidió al periodista Michael Keller que investigara el caso, revelando que la ecografía de María había sido copiada de Internet y editada. María buscó un abogado para defenderla, quien luego afirmó que el caso era efectivamente falso. María y su marido, Kléber, enfrentaron cargos de fraude, pero el proceso fue suspendido y, años después, desestimado. El propietario de la ecografía original también demandó a María por daño moral.
Desde entonces, María – conocida como la Grávida de Taubaté (tdl. ‘embarazada de Taubaté’) – se convirtió en un meme de Internet. En el Carnaval de 2012, un disfraz que simulaba el embarazo fue el más vendido en Taubaté. El sufijo «de Taubaté» entró en el portugués brasileño informal como una expresión común que significa «dudoso» o «falso». A finales de 2023 se anunció una película basada en el caso.

## Caso

### Antecedentes y repercusiones del engaño
Maria Verônica Aparecida César Santos, residente de Taubaté, era propietaria de una escuela preescolar y, en ese momento, tenía un hijo de cuatro años. Antes de que se revelara el engaño, ella informó que inicialmente descubrió que estaba embarazada de gemelas, pero luego descubrió que estaba embarazada de cuatrillizas. El caso sería raro, ya que aproximadamente una de cada nueve millones de mujeres quedó embarazada de cuatrillizos, además de que su marido se había sometido a una vasectomía. Las supuestas hijas se llamarían Maria Klara, Maria Eduarda, Maria Fernanda y Maria Vitória, y cada una tendría colores específicos para sus pertenencias.
Una semana después de que se descubriera el supuesto embarazo, María ya había aparecido en seis programas locales, con detalles de su embarazo, y comenzó a ausentarse de la escuela para grabar entrevistas fuera de Taubaté. G1 publicó el 6 de enero de 2012 que «Los padrinos [...] ya fueron elegidos. La habitación de los bebés también está preparada. Verônica está en la semana 34 de embarazo y se espera que los cuatrillizos nazcan en la primera quincena de enero». Apareció en varios medios de comunicación famosos incluidos TV Globo, Folha de S. Paulo, O Estado de S. Paulo, RedeTV! y Rede Bandeirantes. Su aparición más famosa, sin embargo, fue en Hoje em Dia, el día 11, uno de los programas de mayor rating de Record. María mencionó en el programa que había ganado treinta kilogramos durante el embarazo y que su barriga medía 1,82 metros. En ese mismo programa, el patrocinador Pampers entregó pañales y el presentador Edu Guedes lloró al revelar que el equipo había hecho una habitación amueblada para los bebés.

### Revelación del engaño

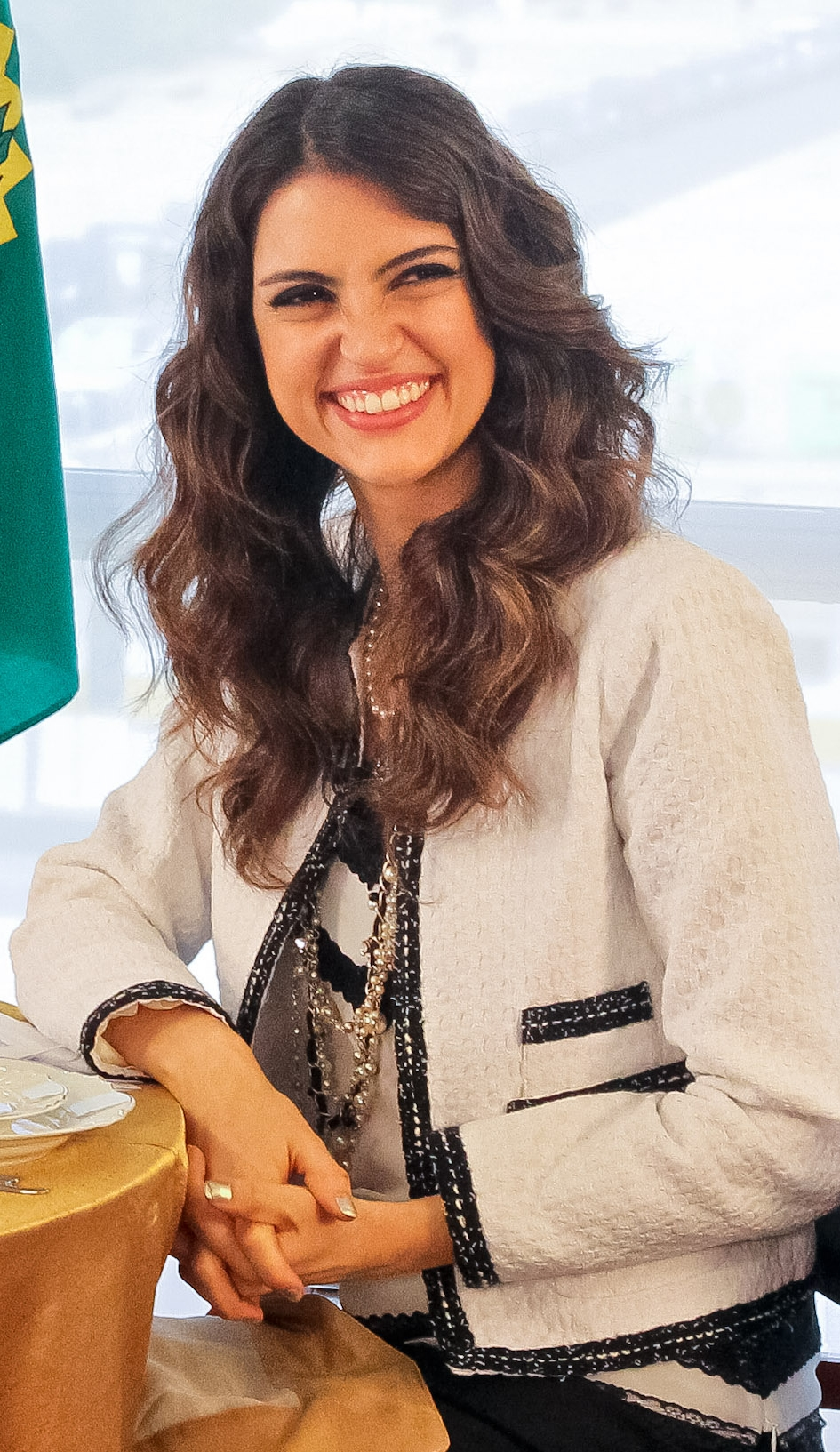
A Chris Flores se le atribuye «desenmascarar» a María.

Chris Flores, en ese momento presentadora de Hoje em Dia, se le atribuye el mérito de «desenmascarar» a María. En The Noite com Danilo Gentili, reveló que antes de salir al aire con María, expresó su incredulidad por el embarazo de María en su camerino. María se negó a proporcionar ninguna prueba. Luego, Flores le preguntó al periodista Michael Keller, quien llevaría a María a Taubaté después del programa, para averiguar si estaba realmente embarazada. Ese mismo día, consultó a un médico y descubrió que el ultrasonido que María presentó como suyo fue copiado de Internet y editado.
El 15 de enero, Domingo Espetacular de Record emitió un informe que indicaba que María probablemente no estaba embarazada. Un obstetra presentó pruebas de que una ecografía realizada a María el 30 de agosto de 2011 demostró que no estaba embarazada, lo que sería imposible. Luego de que el marido de María presentara una denuncia policial contra Record, la Policía Civil solicitó una prueba de embarazo el día 17. Al día siguiente, un jefe de policía seccional anunció que abriría una investigación sobre el caso.
Mientras tanto, María buscaba un abogado que la defendiera y eligió un abogado recomendado por su hermana. Inicialmente, María quería demandar por difamación a quienes creían que su embarazo era falso, pero el abogado no estaba seguro. Aceptó tomar el caso con una condición: María tenía que ir al médico y demostrar que estaba embarazada. Sin embargo, ella no se presentó a la cita. En las primeras horas del día siguiente, la hermana de María confirmó que el embarazo era falso. El abogado confirmó el bulo a la prensa el día 20. Diez días después publicó una foto de María sin silicona ni relleno en el vientre. En declaraciones del día 27, confesó haber fingido el embarazo por problemas psicológicos, expresando su sueño de tener una hija.

### Demanda judicial
En marzo, el propietario de la ecografía original presentó una demanda contra María por daño moral, alegando el uso indebido de la imagen. El 21 de mayo se decidió que María le pagaría 4000 reales como indemnización. Además, María y su marido Kléber fueron procesados por el delito de malversación de fondos. Sin embargo, un acuerdo judicial detuvo el proceso en noviembre. El caso fue desestimado en diciembre de 2014.

## Legado
María pasó a ser conocida como Grávida de Taubaté («Embarazada de Taubaté») y se convirtió en un meme de Internet. Un disfraz de embarazo falso fue el más vendido en el carnaval de 2012 en Taubaté. En el formato «[X] de Taubaté» para designar engaños, la ciudad misma pasó a ser conocida como la «ciudad de las mentiras». Un ejemplo notable de Taubaté como sufijo fue el meme «Parkour de Taubaté» en 2020, nombre dado por internautas que se burlaron de un vídeo de personas haciendo parkour. Edu Guedes fue objeto de burlas en los años siguientes por haber llorado en Hoje em Dia. El periodista Chico Felitti hizo un episodio sobre el caso en su podcast Além do Meme. La escuela de samba Unidos do Parque Aeroporto, en Taubaté, fue campeona en el carnaval de la ciudad en 2018; una de sus escuadras estaba dedicada a la Grávida de Taubaté. El caso inspiró el nombre del pódcast Filhos da Grávida de Taubaté («[Los] hijos de la embarazada de Taubaté»).

### María y Chris Flores
Según una publicación de G1 de diciembre de 2012, tras el caso, María «se aisló, buscó tratamiento y vio cómo su vida cambiaba por completo». Cambió sus hábitos y su apariencia, volviéndose rubia. Buscó a un psiquiatra, con quien estuvo bajo seguimiento hasta agosto. A diciembre de 2012, María vivía en la zona centro de la ciudad con su esposo y su hijo, cuidando la casa, pues la escuela donde trabajaba fue vendida. Según su abogado, «hoy se encuentra bien. Hizo terapia, tomó medicamentos, pero lo más importante fue que entendiera lo que le pasó». Desde entonces, María y Kléber viven discretamente sin perfiles fácilmente identificables en las redes sociales. Llegó a mantener una tienda de artículos religiosos durante algún tiempo, pero luego la cerró.
En octubre de 2020, Chris le dijo Programa da Maisa que ya se había puesto en contacto con María a través de un amigo en común. En un intento de que Chris hable directamente con María, el equipo de Vem pra Cá fue a la supuesta casa de María el 6 de julio de 2021, pero el reportero y el camarógrafo fueron atacados por quien presuntamente era su marido Kléber. El incidente fue transmitido en vivo. En diciembre del mismo año, Chris le dijo a Vênus Podcast que «todo estaba bien» entre las dos.

### Película
En septiembre de 2023, el director Frank «Diaraki» anunció una película sobre el caso, titulada Grávida de 4 («Embarazada de 4»), cuyo rodaje está previsto para el segundo trimestre de 2024. La película se inspirará en Parásitos (2019), y Frank la describe como un «thriller de comedia como nunca has visto».   Según Frank, la película está en preproducción, pero el guion ya ha sido finalizado y firmado por él. En octubre de 2023, la actriz Viih Tube fue invitada a interpretar a María.